# Turismo Carretera 2000
El Turismo Carretera 2000 (código ACTC: TCRR2000) es una categoría argentina de automovilismo de velocidad. Fue creada en el año 2024, como consecuencia de la creación de la Asociación Civil de Propietarios de Automóviles de Competición (ACPAC) por parte de un grupo de propietarios de escuderías argentinas de automovilismo, quienes en disconformidad con el accionar de los titulares de la firma Autosports S.A. (propietaria desde 2021 de la categoría Turismo Competición 2000) y de la Comisión Deportiva Automovilística (CDA) del Automóvil Club Argentino, resolvieron abandonar esta última y afiliarse a la Asociación Corredores de Turismo Carretera para dar origen a una nueva categoría.
A diferencia de otras categorías regenteadas por ACTC, Turismo Carretera 2000 no puede ser legalmente conocida por sus siglas, ya que las que deberían corresponderle (TC2000), son marca registrada de la empresa Autosports S.A, ante el Instituto Nacional de la Propiedad Intelectual. Debido a esto, la categoría comenzó a ser conocida en el ámbito periodístico como TurCar 2000.
La presentación de esta categoría tuvo lugar el 31 de octubre de 2024, con la presentación vía redes sociales del primer prototipo experimental, un Citroën C4 Lounge, equipado con un impulsor V6 fabricado por Oreste Berta de  3000 cm³ y 500 HP. En la faz organizativa, la categoría es regenteada y fiscalizada por la ACTC, mientras que la ACPAC tiene a su cargo la representación legal y la organización de los eventos y campeonatos.

## Historia

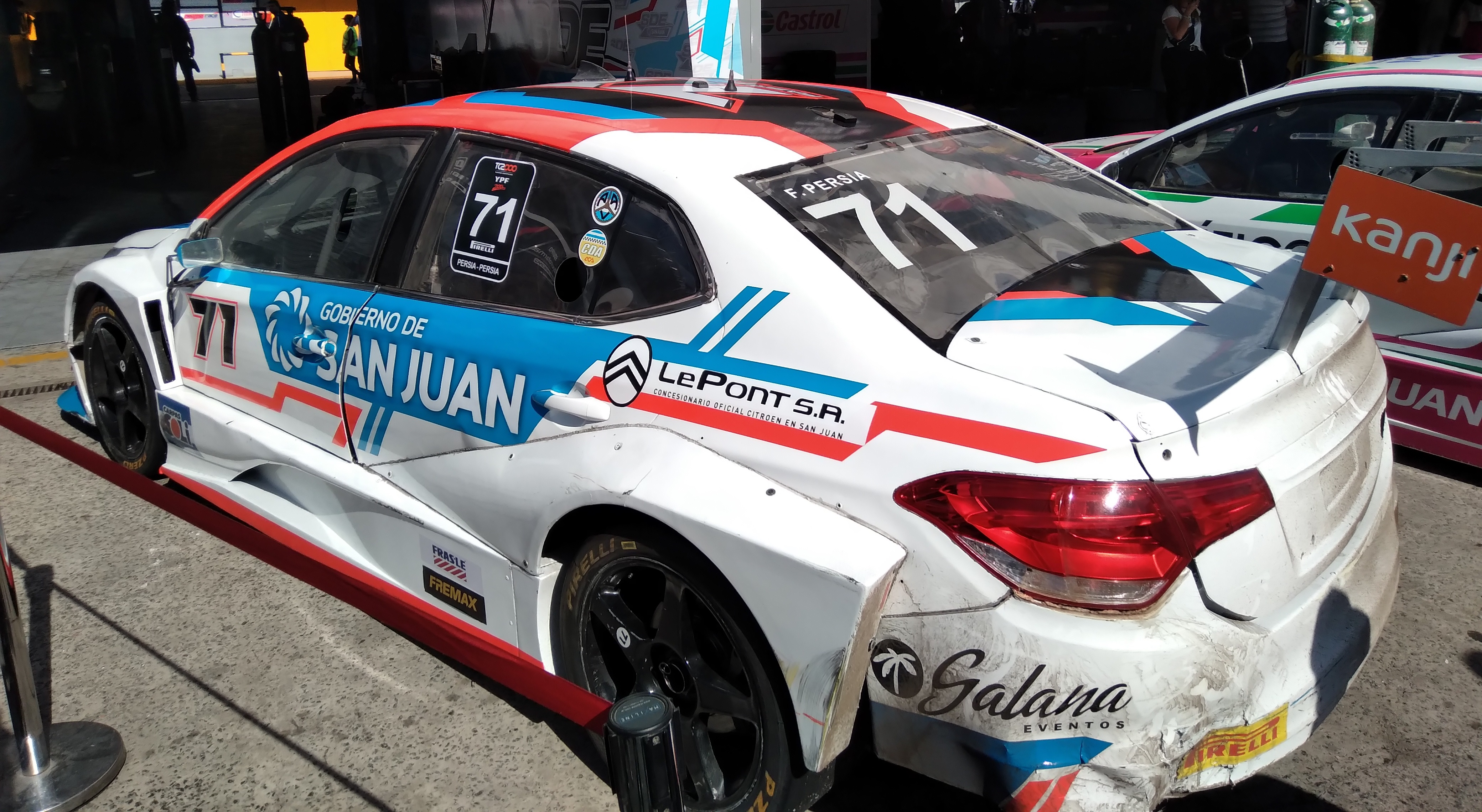
Citroën C4 Lounge. Una unidad similar a esta fue presentada como el primer prototipo para la categoría Turismo Carretera 2000. Los coches utilizados para esta nueva categoría, son los que se emplearon hasta 2024 en la tradicional categoría conocida como TC2000, con una reformulación en su parte mecánica.

En abril del 2024 se crea la Asociación Civil de Propietarios de Automóviles de Competición (ACPAC), cuyo objetivo inicial era colaborar con los hermanos Diego y Alejandro Levy, directivos de Tango Motorsports y Autosports S.A, la empresa conjunta que regentea el Turismo Competición 2000, para fortalecer la categoría. Sin embargo, desacuerdos presentados entre Alejandro Levy y los propietarios de los equipos que forman la ACPAC llevaron a que se decidiera cortar lazos con la dirigencia de TC2000 y emprender su propio camino, acercándose a la Asociación Corredores de Turismo Carretera (ACTC). Tras producirse la alianza entre ACTC y ACPAC, la propuesta fue la de reproducir bajo el ala de ACTC, una categoría de características similares al tradicional TC2000, conservando el espíritu para el que dicho campeonato fue concebido: una categoría reservada para automóviles de turismo. Dicha categoría fue confirmada en el año 2024, siendo conocida como Turismo Carretera 2000, denominación que generó polémica en el ambiente motor por el uso de las siglas "TC2000", conflicto que fuera subsanado ante el Instituto Nacional de Propiedad Intelectual, ante el cual los directivos de Autosports S.A. Ratificaron a su favor el registro de las siglas TC2000, para referirse al Turismo Competición 2000.
Pese a ello, ACTC ratificó la denominación Turismo Carretera 2000 para su nueva categoría. Sin embargo, pese a que en su denominación figura la nomenclatura 2000, las especificaciones mecánicas homologadas para esta nueva categoría no se condicen con dicha denominación, ya que para la misma fueron homologados automóviles de turismo del segmento C (similares a los utilizados por el Turismo Competición 2000 hasta 2024), pero equipados con impulsores de 6 cilindros en V turboalimentados de 3.5 litros de cilindrada y capaces de erogar hasta 500 hp, fabricados por Oreste Berta. Otro anuncio realizado para esta categoría, fue la adopción del uso de biocombustibles, planificando la proyección de su uso para las restantes categorías de ACTC.
Como categoría fiscalizada por la Asociación Corredores de Turismo Carretera, el Turismo Carretera 2000 fue también incorporado al organigrama de ascensos de ACTC, para lo cual fueron anunciados un cupo en el Turismo Carretera para aquel piloto que se consagre campeón y un cupo para el TC Pista, para quien obtenga el subcampeonato. A su vez, se dispuso que tales ascensos sean transferibles, en caso de que tanto campeón como subcampeón ya se encuentren compitiendo en dichas categorías, recayendo esos cupos en los primeros pilotos que estando detrás de los mismos en las posiciones del campeonato, no se encuentren compitiendo ni en TC ni en TCP.
El 1 de noviembre de 2024 se realizaron las pruebas del auto prototipo de la nueva categoría en el Autódromo Oscar Cabalén del municipio de Villa Parque Santa Ana, mientras que en febrero de 2025 fue presentado Pedro Viglietti como director técnico general.
Finalmente y tras la presentación de los calendarios de la temporada 2025 de las categorías de la ACTC, se fijó como fecha de estreno del Turismo Carretera 2000 el 30 de marzo de 2025, en el Autódromo Parque Ciudad de Centenario, en la ciudad homónima, compartiendo pista junto a las categorías Turismo Carretera y TC Pista.